# Menneske Nr. 217
Menneske Nr. 217 (russisk: Человек № 217) er en sovjetisk film fra 1945 af Mikhail Romm.

## Medvirkende
- Jelena Kuzmina som Tanja Krylova
- Vladimir Balasjov som Max Krauss
- Tatjana Barysjeva som Greta Krauss
- Heinrich Greif som Kurt Kahger
- Anastasija Lissianskaja som Klava Vasiljeva